# 禹伐三苗

大禹像

禹伐三苗是相传先秦时期， 距今4000多年前，中原地區的华夏部落联盟在禹的带领下同南方的三苗部落联盟为了争夺奴隶和生存空间而进行的一场大规模战争。通过这场战争，禹成功消灭了对自己地位构成威胁的竞争者，直接推动了夏朝诞生。

## 简介
三苗是五帝时代生活在黄河流域的族群，涿鹿之战后，从中原逐步迁徙到了长江中下游一带的广大地区，成为一支广泛分布在南方的庞大的氏族部落，与中原地区的华夏部落联盟长期抗衡。黄帝在位时，曾与三苗发生过战争。尧、舜时期，更是冲突不断。三苗在尧时早已立国。尧时，尧以天下让舜，三苗不服，其首领驩兜反对“舜继尧位”。遂在江淮荆州数为乱，尧发兵征讨，战于丹水之浦。将三苗战败，被迫远迁，即：“迁三苗于三危”。舜在位又继续对三苗发动战争，以削弱其实力的同时又进一步采用分化、瓦解三苗的策略，即“分北三苗”。经过连番争斗，三苗遭到削弱，但实力犹存，仍对华夏族部落联盟构成威胁。于是至禹即位时，禹又发动了对三苗的战争。

## 过程
禹在位时，仍视三苗为威胁自己统治的心腹大患。此时，南方三苗部落联盟居住地区发生大地震，内部出现分裂，北方的禹趁机对三苗又进行了大规模的战争。当时禹以：“三苗不服大禹，有反叛之意”为由出兵三苗。 他在誓师动员时声称：“三苗不敬鬼神，滥用刑罚，违背天意作乱，上天现在号令我们要对它进行讨伐。”并一一列举了三苗的罪状，分别为：“不敬大禹、不称臣纳贡、道德沦丧”。大禹亲率大军，征讨三苗，大战历时70多天，双方交战开始后，争斗互有胜负。在最后一场战斗中三苗首领被禹部弓箭射中，战场一时雷电交加。禹趁机挥军直取苗师，将三苗部落击溃。此战过后，三苗部落逐渐衰亡。

## 影响
“禹征三苗”之后，有关“三苗”、“有苗”、“苗民”等称呼在中国史籍中逐渐消失不见，三苗族群遂告瓦解。其遗裔一部被俘沦为为奴隶，另一部分仍在江汉地区繁衍生息，成为楚國人和越人的祖先。另一方面，这场战争进一步激化和破坏了旧的原始社会制度，直接推动了夏朝诞生和古代部族的融合。夏文化渐渐南传至湖北地区，湖北历史从此进入被称为“青铜时代”的夏商周时期。